# ۸۹۹ (میلادی)
۸۹۹ (قمری) هشتصد و  و نهمین سال تقویم میلادی است.

## درگذشتگان
‎